# مرضیه (فیلم)
مرضیه فیلمی به کارگردانی اسفندیار شهیدی و نویسندگی احمدرضا معتمدی محصول سال ۱۳۷۳ است.

## خلاصه داستان
مرضیه زنی است مقاوم که باید علیه بدیها بجنگد. شوهرش در بوسنی کشته شده است و او تنها با دو فرزند خردسال و مادر داغدار خود زندگی می‌کند. پدر شوهرش از آمریکا بازگشته است تا آنها را با خود به آمریکا ببرد و حال مرضیه یا باید در وطن بماند و در کنار خانواده اش با آسیب‌ها و صدمات اجتماعی بجنگد یا اینکه جلای وطن کند. مرضیه در مقابل ناملایمات و سختی‌ها باید توان ایستادگی داشته باشد …

## بازیگران
- مهناز اسلامی
- ابوالفضل پورعرب
- بهزاد جوانبخش
- فتحعلی اویسی
- شهلا ریاحی
- رضا صفایی پور
- جمشید شاه‌محمدی
- احمد میررفیعی